# Death and Nightingales
Death and Nightingales é uma minissérie de drama histórico televisivo de 2018, baseada no romance de 1992 com o mesmo nome do autor Eugene McCabe. A série é estrelada por Ann Skelly, Jamie Dornan e Matthew Rhys. A série começou a ser transmitida no RTÉ One na Irlanda em 26 de novembro de 2018 e dois dias depois no Reino Unido na BBC Two.

## Enredo
Beth Winters vive com um padrasto abusivo na zona rural da Irlanda do século 19. Após conhecer o encantador Liam Ward, a jovem embarca em uma saga de amor, traição e vingança.

## Elenco
- Ann Skelly como Beth Winters
- Matthew Rhys como Billy Winters
- Jamie Dornan como Liam Ward
- Charlene McKenna como Mercy Boyle
- Seán McGinley como Jimmy Donnelly
- Martin McCann como Frank Blessing
- Michael Smiley como Dummy McGonnell
- Francis Magee como Mickey Dolphin
- Valene Kane como Catherine Winters